# 板橋鄉 (鄰水縣)
板橋鄉（板橋公社），是四川省鄰水縣曾经下辖的一个乡。

## 沿革[1]
- 民國29年(1940年)3月1日，梁家鄉和板橋鄉合併為梁板鄉。
- 1953年9月4日，梁板鄉改名板橋鄉。
- 1956年1月16日，改板橋鄉人民政府為梁板鄉人民委員會。
- 1973年5月12日，梁板公社改為板橋公社。
- 1981年12月14日，板橋公社更名梁板公社。